# 马里内拉·德拉盖蒂
马里内拉·德拉盖蒂（義大利語：Marinella Draghetti，1961年8月5日—），意大利前女子篮球运动员。她曾代表意大利国家队参加1980年夏季奥林匹克运动会篮球比赛，结果获得第六名。